# Хомская, Евгения Давыдовна
Евге́ния Давы́довна Хо́мская (7 августа 1929, Москва — 6 марта 2004, Москва) — советский и российский психолог, специалист в области нейропсихологии и психофизиологии. Доктор психологических наук (1971 год), заслуженный профессор Московского государственного университета имени М. В. Ломоносова (1996 год). Лауреат Ломоносовской премии 2-й степени, награждена бронзовой медалью ВДНХ (1973 год) и медалью им. К. Д. Ушинского (2001 год). Троюродная сестра Ноама Хомского.

## Биография
Родилась в семье инженера Давида Моисеевича Хомского. Мать, Любовь Михайловна Белякова происходила из семьи священника, работала инженером-химиком в научно-исследовательских институтах и на военных заводах.

### Образование
- Окончила среднюю школу с золотой медалью;
- 1952 год — окончила отделение психологии философского факультета МГУ. Дипломная работа была посвящена психофизиологическому анализу речевой семантики (под научным руководством А. Н. Соколова). В этой работе ей удалось экспериментально выявить феномен изменения слуховой чувствительности человека в ответ на восприятие им различных слов. Тем самым был намечен один из путей изучения психосемантических характеристик индивидуального сознания. В это же время Евгения Давыдовна встретилась с А. Р. Лурия, который предложил ей место лаборанта в своей лаборатории в Институте дефектологии АПН СССР.

### Трудовая деятельность
- С 1953 по 1958 год — работала под руководством  А. Р. Лурия в институте, а затем педагогом-воспитателем в детском нервно-психиатрическом санатории № 36 МГОЗ СССР, который являлся клинической базой лаборатории по изучению детей с умственной отсталостью (заведующий лабораторией А. Р. Лурия) Института дефектологии, она подготовила кандидатскую диссертацию на тему: «Роль речи в компенсации нарушений условных двигательных реакций у детей» (1957). Ею было доказано, что присоединение речи к двигательным реакциям может компенсировать нарушения движений у детей с задержками психического развития в отличие от детей, страдающих разными формами олигофрении.
- с 1958 по 1980 год — возглавляла группу психофизиологии в нейропсихологической лаборатории А. Р. Лурия научно-исследовательского института нейрохирургии имени Н. Н. Бурденко. В течение этого периода проводились исследования, результаты которых были обобщены в её докторской диссертации на тему «Лобные доли мозга и процессы активации» (1971 г.), содержание которой вошло в монографию «Мозг и активация» (1972 г.), переведенной и изданной в 1983 г. в США. В работе были изложены результаты исследования функций лобных долей мозга методами ЭЭГ и доказана роль лобных долей в произвольной регуляции психических функций. Результаты также позволили различать больных с «псевдолобным» (вторичным «лобным» синдромом) синдромом и выявлять «лобную» симптоматику при субклинических формах заболеваний мозга;
- с 1958 по 2004 год — преподаватель в Московском государственном университете имени М. В. Ломоносова. Вместе с А. Р. Лурия участвовала в создании на факультете психологии МГУ кафедры нейро- и патопсихологии;
- с 1972 по 1980 год — возглавляла лабораторию нейропсихологии Института психологии АН СССР, где с группой сотрудников занималась нейропсихологическим и психофизиологическим анализом нарушений высших психических функций;
- с 1968 по 1976 год — когда факультет психологии возглавлял А. Н. Леонтьев, была заместителем декана по научной работе;
- с 1977 по 1980 год — (после кончины А. Р. Лурия) зав. кафедрой нейро- и патопсихологии факультета психологии МГУ;
- 1996 год — присвоено звание заслуженного профессора МГУ имени М. В. Ломоносова;
- В течение 25 лет являлась членом редколлегии журнала «Вестник Московского университета». Серия 14. «Психология»;
- Читала в МГУ курсы: «Основы нейропсихологии», «Клиническая нейропсихология», «Психофизиология локальных поражений мозга», «Патология эмоций», «Нейропсихология индивидуальных различий» и др., руководила практикумом по компьютерной нейропсихологической диагностике.

### Смерть
- Похоронена в Москве на Донском кладбище[6].

## Научная деятельность
Евгения Давыдовна Хомская — одна из ближайших учениц А. Р. Лурия, с чьим творчеством тесно связана её научная деятельность. Она разрабатывала проблемы синдромного анализа нарушений высших психических функций, нейропсихологического анализа функциональной асимметрии мозга, межполушарной организации психических процессов, занималась изучением индивидуальных различий с позиций нейропсихологии (цикл работ, проведенных на студентах МГУ, в Московской государственной консерватории и специализированном учебно-научном центре-школе МГУ имени А. Н. Колмогорова), исследовала возможности применения нейропсихологических методов при анализе пограничных состояний (в том числе лиц с «Чернобыльским синдромом»), разрабатывала новые методы анализа эмоциональных и познавательных процессов с применением компьютерных технологий. Она также является автором новаторских разработок в области нейропсихологического изучения эмоций. Результаты этих исследований обобщены в ряде статей и в монографиях «Мозг и эмоции» (1992 г.), «Нейропсихология индивидуальных различий» (1997 г.). Наконец, Евгения Давыдовна является одним из основателей нового направления в психофизиологии — психофизиологии локальных поражений мозга.
Евгения Давыдовна является автором более 300 научных публикаций (более 80 — в иностранной печати), в том числе четырех монографий. Под её редакцией опубликовано более 20 сборников по нейропсихологии. Ею опубликован первый в России учебник для университетов «Нейропсихология» (1987 г.), представляющий собой фундаментальный труд, отражающий современное состояние нейропсихологии, вклад А. Р. Лурия и отечественной нейропсихологической школы в ее формирование как самостоятельной науки. Учебник был переиздан в 2002 г., 2004 г. и посмертно в 2015 г.. В последнее 4-е издание, в работе над которым Евгения Давыдовна также принимала активное участие, было включено более подробное рассмотрение основных тенденций развития современной нейропсихологии, анализ ее многовалентности, широкого спектра теоретических и практических задач.

## Основные труды
- Мозг и активация. — М., 1972.
- Процесс экстраполяции в глазодвигательной системе. — М., 1981. (соавт. А. Д. Владимиров).
- Функциональные состояния мозга. — М., 1975.
- Нейрофизиологические основы внимания. — М., 1979.
- Функции лобных долей мозга. — М., 1982.
- Нейропсихологический анализ межполушарной асимметрии. — М., 1986.
- Нейропсихология. Учебник. — М., 1987.
- Новые методы нейропсихологического исследования. — М., 1989.
- Мозг и эмоции. — М., 1992. (соавт. Н. Я. Батова).
- Александр Романович Лурия. Научная биография. — М., 1992.
- Нейропсихология сегодня. — М., 1995 (редактор и соавтор).
- Методы оценки межполушарной асимметрии. — М.,1995 (в соавторстве).
- Нейропсихология индивидуальных различий. — М., 1997.
- Хрестоматия по нейропсихологии. — М., 1999.

Под научной редакцией Хомской вышли посмертно монографии А. Р. Лурия «Язык и сознание» (1979), «Этапы пройденного пути» (1980).

## Награды
- Лауреат Ломоносовской премии 2-й степени;
- 1973 год — награждена бронзовой медали ВДНХ;
- 2001 год — награждена медалью им. К. Д. Ушинского.